# 四棘克罗蛛
四棘克罗蛛（学名：Chrosiothes sudabides）为球蛛科克罗蛛属的动物。分布于日本以及中国大陆的河南、浙江、四川、湖南、广东等地，一般生活于草丛和稻田。该物种的模式产地在日本。